# Endre Hamvas
Endre Hamvas (Piszke, 27 febbraio 1890 – 3 aprile 1970) è stato un arcivescovo cattolico ungherese.

## Biografia
Endre Hamvas nacque il 27 febbraio 1890 in Ungheria, nel villaggio di Piszke, che oggi è parte della città di Lábatlan fin dal 1950. 
Iniziò il percorso di studi teologici presso il Collegium Pazmanianum e poi completò la sua formazione all’Università di Vienna, dove conseguì anche il dottorato. Fu ordinato prete il 15 luglio 1913. 
Fu segretario dell'Associazione per l'educazione religiosa, poi nel 1928 divenne insegnante di teologia a Budapest. Dal 1930 fu segretario dell’allora primate d'Ungheria, il cardinale Jusztinián Serédi e nel 1940 divenne vicario arcivescovile.

### Ministero episcopale
Il 3 marzo 1944 papa Pio XII lo nominò vescovo di Csanád. Ricevette l'ordinazione episcopale il 25 marzo 1944 nella cattedrale di Nostra Signora e di Sant'Adalberto a Esztergom dal cardinale Jusztinián Serédi, O.S.B..
Da vescovo, si oppose fermamente alla deportazione degli ebrei, provando anche ad intercedere per i perseguitati presso il ministero dell'Interno.
Fu padre conciliare durante il Concilio Vaticano II, partecipando a tutte le quattro sessioni.
Il 15 settembre 1964, papa Paolo VI lo nominò arcivescovo di Kalocsa, carica che mantenne fino al suo ritiro, il 10 gennaio 1969 e gli venne assegnata la sede titolare di Are di Numidia mantenendo il titolo di arcivescovo.
Nel 1966 fu nominato primo presidente della Conferenza Episcopale Ungherese.
Morì il 3 aprile 1970 all'età di 80 anni.

## Genealogia episcopale e successione apostolica
La genealogia episcopale è:
- Cardinale Scipione Rebiba
- Cardinale Giulio Antonio Santori
- Cardinale Girolamo Bernerio, O.P.
- Vescovo Claudio Rangoni
- Arcivescovo Wawrzyniec Gembicki
- Arcivescovo Jan Wężyk
- Vescovo Piotr Gembicki
- Vescovo Jan Gembicki
- Vescovo Bonawentura Madaliński
- Vescovo Jan Małachowski
- Arcivescovo Stanisław Szembek
- Vescovo Felicjan Konstanty Szaniawski
- Vescovo Andrzej Stanisław Załuski
- Arcivescovo Adam Ignacy Komorowski
- Arcivescovo Władysław Aleksander Łubieński
- Vescovo Andrzej Stanisław Młodziejowski
- Arcivescovo Kasper Kazimierz Cieciszowski
- Vescovo Franciszek Borgiasz Mackiewicz
- Vescovo Michał Piwnicki
- Arcivescovo Ignacy Ludwik Pawłowski
- Arcivescovo Kazimierz Roch Dmochowski
- Arcivescovo Wacław Żyliński
- Vescovo Aleksander Kazimierz Bereśniewicz
- Arcivescovo Szymon Marcin Kozłowski
- Vescovo Mečislovas Leonardas Paliulionis
- Arcivescovo Bolesław Hieronim Kłopotowski
- Arcivescovo Jerzy Józef Elizeusz Szembek
- Vescovo Stanisław Kazimierz Zdzitowiecki
- Cardinale Aleksander Kakowski
- Papa Pio XI
- Cardinale Jusztinián Serédi, O.S.B.
- Arcivescovo Endre Hamvas

La successione apostolica è:
- Vescovo Imre Szabó (1951)
- Vescovo József Winkler (1964)
- Vescovo József Cserháti (1964)
- Arcivescovo József Bánk (1964)
- Arcivescovo Pavol Brezanóczy (1964)
- Arcivescovo József Ijjas (1964)